# Chendo
Miguel Porlán Noguera, conosciuto come Chendo (Totana, 12 ottobre 1961), è un dirigente sportivo ed ex calciatore spagnolo, di ruolo difensore.
Dal 1998, anno del suo ritiro da calciatore professionista, è team manager del Real Madrid.

## Carriera

### Club
Tutta la sua carriera si è svolta tra le file del Real Madrid, con cui ha esordito l'11 aprile 1982 in Castellón-Real Madrid. Con le merengues ha vinto 7 campionati, 2 coppe del Re, una coppa dei Campioni, due Coppa UEFA ed altri trofei, totalizzando quasi 500 presenze in gare ufficiali.

### Nazionale
È stato convocato dalla nazionale spagnola in 26 occasioni. Il suo debutto risale al 22 gennaio 1986 nella partita Spagna-URSS. Ha partecipato al Campionato mondiale di calcio 1986 e al Campionato mondiale di calcio 1990.

## Statistiche

### Presenze e reti nei club
| Stagione           | Squadra            | Campionato         | Campionato | Campionato | Coppa nazionale | Coppa nazionale | Coppa nazionale | Coppe europee | Coppe europee | Coppe europee | Altre coppe | Altre coppe | Altre coppe | Totale | Totale |
| Stagione           | Squadra            | Comp               | Pres       | Reti       | Comp            | Pres            | Reti            | Comp          | Pres          | Reti          | Comp        | Pres        | Reti        | Pres   | Reti   |
| ------------------ | ------------------ | ------------------ | ---------- | ---------- | --------------- | --------------- | --------------- | ------------- | ------------- | ------------- | ----------- | ----------- | ----------- | ------ | ------ |
| 1980-1981          | Castilla           | SD                 | 26         | 0          | CR              | 2               | 0               | CdC           | 2             | 0             | -           | -           | -           | 30     | 0      |
| 1981-1982          | Real Madrid        | PD                 | 1          | 0          | CR              | 0               | 0               | CU            | 0             | 0             | -           | -           | -           | 1      | 0      |
| 1981-1982          | Castilla           | SD                 | 7          | 0          | -               | -               | -               | -             | -             | -             | -           | -           | -           | 7      | 0      |
| 1982-1983          | Real Madrid        | PD                 | 2          | 0          | CR+CdL          | 0+2             | 0               | CdC           | 0             | 0             | SS          | 0           | 0           | 4      | 0      |
| 1982-1983          | Castilla           | SD                 | 34         | 1          | CR              | 4               | 0               | -             | -             | -             | -           | -           | -           | 38     | 1      |
| Totale Castilla    | Totale Castilla    | Totale Castilla    | 67         | 1          |                 | 6               | 0               |               | 2             | 0             |             | -           | -           | 75     | 1      |
| 1983-1984          | Real Madrid        | PD                 | 21         | 0          | CR+CdL          | 5+0             | 0+0             | CU            | 0             | 0             | -           | -           | -           | 26     | 0      |
| 1984-1985          | Real Madrid        | PD                 | 25         | 0          | CR+CdL          | 1+6             | 0               | CU            | 11            | 0             | -           | -           | -           | 43     | 0      |
| 1985-1986          | Real Madrid        | PD                 | 30         | 0          | CR+CdL          | 5+0             | 0               | CU            | 10            | 0             | -           | -           | -           | 45     | 0      |
| 1986-1987          | Real Madrid        | PD                 | 40         | 0          | CR              | 6               | 0               | CC            | 8             | 0             | -           | -           | -           | 54     | 0      |
| 1987-1988          | Real Madrid        | PD                 | 31         | 1          | CR              | 7               | 0               | CC            | 8             | 0             | -           | -           | -           | 46     | 1      |
| 1988-1989          | Real Madrid        | PD                 | 26         | 0          | CR              | 7               | 0               | CC            | 5             | 0             | SS          | 0           | 0           | 38     | 0      |
| 1989-1990          | Real Madrid        | PD                 | 37         | 1          | CR              | 6               | 0               | CC            | 3             | 0             | -           | -           | -           | 46     | 1      |
| 1990-1991          | Real Madrid        | PD                 | 36         | 0          | CR              | 2               | 0               | CC            | 5             | 0             | SS          | 2           | 0           | 45     | 0      |
| 1991-1992          | Real Madrid        | PD                 | 37         | 0          | CR              | 7               | 0               | CU            | 10            | 0             | -           | -           | -           | 54     | 0      |
| 1992-1993          | Real Madrid        | PD                 | 12         | 0          | CR              | 4               | 0               | CU            | 2             | 0             | -           | -           | -           | 18     | 0      |
| 1993-1994          | Real Madrid        | PD                 | 12         | 0          | CR              | 0               | 0               | CdC           | 1             | 0             | SS+CIbr     | 0+1         | 0+0         | 14     | 0      |
| 1994-1995          | Real Madrid        | PD                 | 10         | 1          | CR              | 0               | 0               | CU            | 2             | 0             | -           | -           | -           | 12     | 1      |
| 1995-1996          | Real Madrid        | PD                 | 23         | 0          | CR              | 0               | 0               | UCL           | 4             | 0             | SS          | 0           | 0           | 27     | 0      |
| 1996-1997          | Real Madrid        | PD                 | 16         | 0          | CR              | 2               | 0               | -             | -             | -             | -           | -           | -           | 18     | 0      |
| 1997-1998          | Real Madrid        | PD                 | 4          | 0          | CR              | 1               | 0               | UCL           | 1             | 0             | SS          | 1           | 0           | 7      | 0      |
| Totale Real Madrid | Totale Real Madrid | Totale Real Madrid | 363        | 3          |                 | 53+8            | 0               |               | 70            | 0             |             | 4           | 0           | 498    | 3      |
| Totale carriera    | Totale carriera    | Totale carriera    | 430        | 4          |                 | 67              | 0               |               | 72            | 0             |             | 4           | 0           | 573    | 4      |

### Cronologia presenze e reti in nazionale
| Cronologia completa delle presenze e delle reti in nazionale ― Spagna | Cronologia completa delle presenze e delle reti in nazionale ― Spagna | Cronologia completa delle presenze e delle reti in nazionale ― Spagna | Cronologia completa delle presenze e delle reti in nazionale ― Spagna | Cronologia completa delle presenze e delle reti in nazionale ― Spagna | Cronologia completa delle presenze e delle reti in nazionale ― Spagna | Cronologia completa delle presenze e delle reti in nazionale ― Spagna | Cronologia completa delle presenze e delle reti in nazionale ― Spagna |
| Data                                                                  | Città                                                                 | In casa                                                               | Risultato                                                             | Ospiti                                                                | Competizione                                                          | Reti                                                                  | Note                                                                  |
| --------------------------------------------------------------------- | --------------------------------------------------------------------- | --------------------------------------------------------------------- | --------------------------------------------------------------------- | --------------------------------------------------------------------- | --------------------------------------------------------------------- | --------------------------------------------------------------------- | --------------------------------------------------------------------- |
| 24-9-1986                                                             | Las Palmas de Gran Canaria                                            | Spagna                                                                | 2 – 0                                                                 | Unione Sovietica                                                      | Amichevole                                                            | -                                                                     |                                                                       |
| 22-6-1986                                                             | Puebla                                                                | Belgio                                                                | 1 – 1 dts (5 – 4 dtr)                                                 | Spagna                                                                | Mondiali 1986 - Quarti di finale                                      | -                                                                     |                                                                       |
| 24-9-1986                                                             | Gijón                                                                 | Spagna                                                                | 3 – 1                                                                 | Grecia                                                                | Amichevole                                                            | -                                                                     |                                                                       |
| 12-11-1986                                                            | Siviglia                                                              | Spagna                                                                | 1 – 2                                                                 | Romania                                                               | Qual. Euro 1988                                                       | -                                                                     |                                                                       |
| 3-12-1986                                                             | Tirana                                                                | Albania                                                               | 1 – 2                                                                 | Spagna                                                                | Qual. Euro 1988                                                       | -                                                                     |                                                                       |
| 21-1-1987                                                             | Barcellona                                                            | Spagna                                                                | 1 – 1                                                                 | Paesi Bassi                                                           | Amichevole                                                            | -                                                                     |                                                                       |
| 18-2-1987                                                             | Madrid                                                                | Spagna                                                                | 2 – 4                                                                 | Inghilterra                                                           | Amichevole                                                            | -                                                                     |                                                                       |
| 1-4-1987                                                              | Vienna                                                                | Austria                                                               | 2 – 3                                                                 | Spagna                                                                | Qual. Euro 1988                                                       | -                                                                     |                                                                       |
| 23-9-1987                                                             | Castellón de la Plana                                                 | Spagna                                                                | 2 – 0                                                                 | Lussemburgo                                                           | Amichevole                                                            | -                                                                     |                                                                       |
| 14-10-1987                                                            | Siviglia                                                              | Spagna                                                                | 2 – 0                                                                 | Austria                                                               | Qual. Euro 1988                                                       | -                                                                     |                                                                       |
| 18-11-1987                                                            | Siviglia                                                              | Spagna                                                                | 5 – 0                                                                 | Albania                                                               | Qual. Euro 1988                                                       | -                                                                     |                                                                       |
| 27-1-1988                                                             | Valencia                                                              | Spagna                                                                | 0 – 0                                                                 | Germania Est                                                          | Amichevole                                                            | -                                                                     |                                                                       |
| 23-3-1988                                                             | Bordeaux                                                              | Francia                                                               | 2 – 1                                                                 | Spagna                                                                | Amichevole                                                            | -                                                                     |                                                                       |
| 14-9-1988                                                             | Oviedo                                                                | Spagna                                                                | 1 – 2                                                                 | Jugoslavia                                                            | Amichevole                                                            | -                                                                     |                                                                       |
| 8-2-1989                                                              | Belfast                                                               | Irlanda del Nord                                                      | 0 – 2                                                                 | Spagna                                                                | Qual. Mondiali 1990                                                   | -                                                                     |                                                                       |
| 20-9-1989                                                             | La Coruña                                                             | Spagna                                                                | 1 – 0                                                                 | Polonia                                                               | Amichevole                                                            | -                                                                     |                                                                       |
| 11-10-1989                                                            | Budapest                                                              | Ungheria                                                              | 2 – 2                                                                 | Spagna                                                                | Qual. Mondiali 1990                                                   | -                                                                     |                                                                       |
| 15-11-1989                                                            | Siviglia                                                              | Spagna                                                                | 4 – 0                                                                 | Ungheria                                                              | Qual. Mondiali 1990                                                   | -                                                                     |                                                                       |
| 21-2-1990                                                             | Santa Cruz de Tenerife                                                | Spagna                                                                | 2 – 1                                                                 | Svizzera                                                              | Amichevole                                                            | -                                                                     |                                                                       |
| 21-2-1990                                                             | Alicante                                                              | Spagna                                                                | 1 – 0                                                                 | Cecoslovacchia                                                        | Amichevole                                                            | -                                                                     |                                                                       |
| 28-3-1990                                                             | Malaga                                                                | Spagna                                                                | 2 – 3                                                                 | Austria                                                               | Amichevole                                                            | -                                                                     |                                                                       |
| 26-5-1990                                                             | Lubiana                                                               | Jugoslavia                                                            | 0 – 1                                                                 | Spagna                                                                | Amichevole                                                            | -                                                                     |                                                                       |
| 13-6-1990                                                             | Udine                                                                 | Spagna                                                                | 0 – 0                                                                 | Uruguay                                                               | Mondiali 1990 - 1º turno                                              | -                                                                     |                                                                       |
| 17-6-1990                                                             | Udine                                                                 | Corea del Sud                                                         | 1 – 3                                                                 | Spagna                                                                | Mondiali 1990 - 1º turno                                              | -                                                                     |                                                                       |
| 21-6-1990                                                             | Verona                                                                | Belgio                                                                | 1 – 2                                                                 | Spagna                                                                | Mondiali 1990 - 1º turno                                              | -                                                                     |                                                                       |
| 26-6-1990                                                             | Verona                                                                | Spagna                                                                | 1 – 2                                                                 | Jugoslavia                                                            | Mondiali 1990 - Ottavi di finale                                      | -                                                                     |                                                                       |
| Totale                                                                |                                                                       | Presenze                                                              | 26                                                                    |                                                                       | Reti                                                                  | 0                                                                     |                                                                       |

## Palmarès

### Competizioni nazionali
- Campionato spagnolo: 7

Real Madrid: 1985-1986, 1986-1987, 1987-1988, 1988-1989, 1989-1990, 1994-1995, 1996-1997
- Coppa di Spagna: 2

Real Madrid: 1988-1989, 1992-1993
- Supercoppa di Spagna: 5

Real Madrid: 1988, 1989, 1990, 1993, 1997

### Competizioni internazionali
- Coppa dei Campioni: 1

Real Madrid: 1997-1998
- Coppa UEFA: 2

Real Madrid: 1984-1985, 1985-1986
- Coppa Iberoamericana: 1

Real Madrid: 1994